# INGKA Holding
INGKA Holding B.V. — крупная частная компания в сфере розничной торговли и инвестиций, управляющая сетью магазинов IKEA по всему миру.

## История и развитие
Ingka Group была основана в 1943 году Ингваром Кампрадом в Швеции. Компания начала с небольшого почтового бизнеса по продаже мебели, который быстро трансформировался благодаря внедрению новаторской концепции «сделай сам», снижающей затраты на производство и доставку. Эта модель, вкупе с доступной ценовой политикой, позволила Ingka Group стремительно расшириться на международные рынки.

### Структура и деятельность
Ingka Group состоит из трёх ключевых подразделений:
- Ingka Retail отвечает за управление розничными операциями IKEA в более чем 30 странах.
- Ingka Centers специализируется на развитии и управлении торговыми центрами.
- Ingka Investments инвестирует в технологии, энергоэффективные решения и другие направления.

## Деятельность в России
В России компания открыла свой первый магазин в 2000 году в Химках, всего было построено 14 торговых центров «Мега». В 2022 году приостановила деятельность в России, а к 2024 году завершила полный выход с рынка, продав все свои активы в стране. Изменившаяся геополитическая ситуация в 2022 году вынудила компанию приостановить операции в России. Ingka Group временно закрыла свои магазины и коммерческие операции, адаптируясь к новым реалиям и санкциям. В сентябре 2023 года завершилась продажа торговых центров «Мега» Газпромбанку. В 2024 году компания продала последний актив в России — склад в Есипово, полностью завершив своё присутствие в стране. Ingka Group инвестировала в российский рынок около 4 млрд евро за весь период своей деятельности, сделка по продаже активов в 2023—2024 годах оценивается в 2 млрд долларов.